# 3:10 to Yuma (1957)
3:10 to Yuma is een Amerikaanse film uit 1957 van Delmer Daves met in de hoofdrollen Glenn Ford en Van Heflin. De Nederlandse titel was: "Trein van tien over drie"
De film is gebaseerd op het korte verhaal "Three Ten to Yuma" van Elmore Leonard, gepubliceerd in Dime Western Magazine van maart 1953. De titelsong, geschreven door George Duning en Ned Washington, werd gezongen door Frankie Laine.
3:10 to Yuma was een instant succes in 1957 en ook de critici waren zeer te spreken over deze psychologische western. Met name Glenn Ford werd geprezen vanwege het feit dat hij, tegen alle typecasting in, de schurk van de film psychologisch gelaagd weet neer te zetten. De film wordt gezien als een van de beste westerns aller tijden, met name vanwege de psychologische elementen en de gebruikte cameratechnieken.

## Verhaal
De bende van Ben Wade berooft de postkoets en schiet voor de ogen van rancher Dan Evans en zijn zoons de postkoetsberijder dood. De bandieten beroven Evans van zijn paarden en gaan ervandoor. Behalve deze vernedering moet Evans ook nog van zijn zoons horen dat hij een lafaard is omdat hij niets deed tegen de schurken. Niet lang daarna achterhaalt de marshal en zijn posse de verblijfplaats van Wade. Hij zit in een saloon te drinken en te flirten met de barmeid. Evans die ook in de stad is aangekomen, biedt aan te helpen en leidt Wade af. De marshal kan de bandiet van achteren benaderen en arresteert hem. De rest van de bende van Wade is inmiddels verspreid over het gebied, maar een van hen ziet de arrestatie en rijdt weg om de anderen te waarschuwen. Als de marshal 200 dollar aanbiedt aan de man die Wade naar de gevangenis in Yuma wil brengen, meldt Evans zich. Hij heeft het geld hard nodig om toegang te krijgen tot water in de buurt van zijn kurkdroge ranch. Tot het donker wordt, houdt Evans zijn gevangene bij zich op zijn ranch en samen met een andere vrijwilliger, de dorpsdronkaard Alex, brengt hij Wade in de nacht naar Contention City, waar om 3:10 de trein naar Yuma gaat, naar de staatsgevangenis. In afwachting van de trein brengen de drie de dag door in een hotelkamer. Aanvankelijk probeert Wade te ontsnappen, maar Evans zegt dat hij hem zal doden als hij dat doet. Als Wade toch een poging doet, slaat Evans hem neer, maar dood hem niet. Wade gaat nu op een andere aanpak over en speelt een psychologisch spelletje met zijn cipiers en biedt 400 dollar voor zijn vrijlating. Ook zegt hij dat hij de berijder van de postkoets alleen neerschoot in zelfverdediging. Als deze uitspraak door Alex wordt doorverteld aan de broer van de postkoetsberijder, bestormt de laatste het hotel. Evans weet de man te overmeesteren, maar kan niet voorkomen dat een pistool afgaat. Het schot richt geen schade aan, maar alarmeert wel de rechterhand van Wade, Charlie Prince. Prince zit al dagen op de uitkijk en ziet nu Wade in de hotelkamer voor het raam staan. Snel springt hij op zijn paard om versterkingen te halen. Wanhopig zoekt Evans hulp, maar de sheriff is de stad uit en niemand wil hem verder helpen. Uiteindelijk weet hij toch nog vijf mannen te ronselen om Wade te bewaken. Terwijl de laatste op Evans blijft inpraten en waarschuwt dat hij zijn vrouw en kinderen nooit meer zal zien, nadert de bende de stad. Tot grote schrik van Evans vluchten zijn vijf helpers en staat hij er, met Alex, weer alleen voor. De dorpsdronkaard is vrijwel geen hulp voor Evans, maar waarschuwt hem toch voor een sluipschutter op het dak. Alex moet deze waarschuwing met de dood bekopen. Intussen is de vrouw van Evans, Alice, in doodsangst naar de stad gereden. Ze probeert hem te bewegen om de gevaarlijke opdracht terug te geven, maar Evans weigert en zegt dat 'als de dorpsdronkaard zijn leven geeft voor de goede zaak, kan ik dan minder doen?'. Als de trein aankomt gebruikt Evans een passerende kudde koeien als dekking om Wade naar de trein te sleuren. De bende schiet op hem, maar mist. Dan schreeuwt Prince dat Wade weg moet lopen van Evans, zodat hij hem neer kan schieten. Vreemd genoeg doet Wade dit niet en springt in de vertrekkende trein. Tegen Evans zegt de bendeleider dat hij in de trein is gesprongen, omdat Evans zijn leven heeft gespaard bij zijn ontsnappingspoging in het hotel. Een gerustgestelde Evans zwaait naar zijn vrouw die langs het spoor staat, terwijl de trein koers zet naar Yuma.

## Rolverdeling
| Acteur          | Personage      |
| --------------- | -------------- |
| Glenn Ford      | Ben Wade       |
| Van Heflin      | Dan Evans      |
| Felicia Farr    | Emmy           |
| Leora Dana      | Alice Evans    |
| Robert Ermhardt | Butterfield    |
| Henry Jones     | Alex Potter    |
| Richard Jaeckel | Charlie Prince |
| Ford Rainey     | marshal        |
| George Mitchell | Mac            |

## Achtergrond

### Scenario
Elmer Leonard schreef het korte verhaal "Three-Ten to Yuma" in 1953 voor het maartnummer van Dime Western Magazine. Hij kreeg 90 dollar voor het verhaal. Later verkocht hij de filmrechten voor 4000 dollar met een optie van 2000 dollar voor een eventuele remake. Scenarist Halsted Welles werd ingehuurd om het verhaal om te zetten in een scenario. Welles bleef dicht bij de plot van het verhaal en gebruikte wat van de dialogen, maar verder veranderde hij het nodige, zoals bijvoorbeeld een aantal namen. Elmer Leinard vond de veranderingen niet geslaagd, hij begreep niet hoe de scenarist een eenvoudig verhaal zo moeilijk kon maken. Het verhaal van Welles biedt inderdaad meer achtergrondverhalen, zoals de motivatie voor Evans aanmelding om Wade weg te brengen. In het verhaal van Leonard is Evans een eenvoudige hulpsheriff, die zijn werk doet omdat hij ervoor betaald wordt.

### Acteurs
Aanvankelijk bood producent, David Heilwell, de rol van Dan Evans aan Glenn Ford aan. Maar Ford weigerde, hij was meer geïnteresseerd in het personage Ben Wade. Scenarist Welles had van Ben Wade een veel meer psychologisch gelaagde man gemaakt, in plaats van een rechttoe, rechtaan schurk. Wade is veel meer het centrale personage dan Evans. In plaats van een obstakel in de missie van de held, is Wade de katalysator van de morele kracht van Evans, die uitgroeit van een lafaard naar een man die zijn principes boven zijn leven stelt. Ford had dan toe alleen de held gespeeld in westerns. Hij stond bekend als de 'the fastest gun in Hollywood' (de snelste schutter van Hollywood). Hij kon binnen een halve seconde zijn revolver uit zijn holster trekken en schieten. Hiermee liet hij andere legendes uit het westerngenre als bijvoorbeeld John Wayne ver achter zich.

### Productie
De opnames voor 3:10 to Yuma werden grotendeels gemaakt in Arizona, bij Tucson, Elgin en Sedona. Opnames in de studio werden gemaakt in de Columbia/Warner Brothers Ranch in Burbank, Californië. Opmerkelijk genoeg werd de film in zwart-wit geschoten, terwijl inmiddels alle andere westerns in kleur werden uitgebracht. Er werden rode filters gebruikt om de opnamen een hardere uitstraling te geven, met name het uitgedroogde land in Arizona. Regisseur Delmer Daves liet, ook in tegenstelling tot andere westerns, veel van de actie plaatsvinden in een gesloten ruimte, als de hotelkamer. Er zijn weinig opnames van landschappen. De actie komt voort uit de verbale confrontatie tussen de hoofdrolspelers. Daves gaf het westerngenre nieuwe impulsen door de psychologische aanpak, bekend van thrillers en films noirs te introduceren. Hij haalde het romantische aspect weg (er komen amper vrouwen voor in de film) en vervangt het duidelijke verschil tussen het 'goede' en 'slechte' personage, door personages te introduceren die noch alleen maar goed, noch alleen maar slecht zijn.

## Muziek
Behalve de filmmuziek van componist George Duning bevat de film de titelsong 3:10 to Yuma. Het nummer werd gecomponeerd door Duning en van tekst voorzien door Ned Washington. Frankie Laine zong het nummer niet alleen in de film maar tevens de hitparades in. Laine was in de jaren vijftig een veel gevraagd zanger voor de muziek voor westerns. Hij zong de titelnummers van Blowing Wild (1953), Man without a Star (1955), en Gunfight at the O.K. Corral (1957). Ook maakte hij een hit van het titelnummer van High Noon en zong hij het titelnummer van de tv serie Rawhide in. Mel Brooks maakte in 1974 dankbaar gebruik van Laines kenmerkende stemgeluid door hem de titelsong van zijn westernparodie Blazing Saddles te laten zingen.

## Nominaties
In 1958 werd 3:10 to Yuma door de British Academy of Film and Television Arts genomineerd voor een BAFTA voor Beste film.

## Nieuwe versie
In 2007 maakte James Mangold een nieuwe versie van de film met Russell Crowe en Christian Bale in de hoofdrollen onder de titel 3:10 to Yuma (2007).